# Adolf Šimperský
Adolf Šimperský (Břevnov, Imperio austrohúngaro, 5 de agosto de 1909-15 de febrero de 1964) fue un futbolista checoslovaco que jugaba como centrocampista.

## Selección nacional
Fue internacional con la selección de fútbol de Checoslovaquia en 10 ocasiones. Formó parte de la selección subcampeona de la Copa del Mundo de 1934, pese a no haber jugado ningún partido durante el torneo.

### Participaciones en Copas del Mundo
| Mundial                        | Sede   | Resultado  | Partidos | Goles |
| ------------------------------ | ------ | ---------- | -------- | ----- |
| Copa Mundial de Fútbol de 1934 | Italia | Subcampeón | 0        | 0     |

## Clubes
| Club            | País           | Año       |
| --------------- | -------------- | --------- |
| Slavia Praga    | Checoslovaquia | 1927-1937 |
| Slezská Ostrava | Checoslovaquia | 1937-1938 |

## Palmarés

### Campeonatos nacionales
| Título           | Club         | País           | Año  |
| ---------------- | ------------ | -------------- | ---- |
| Primera División | Slavia Praga | Checoslovaquia | 1929 |
| Primera División | Slavia Praga | Checoslovaquia | 1930 |
| Primera División | Slavia Praga | Checoslovaquia | 1931 |
| Primera División | Slavia Praga | Checoslovaquia | 1933 |
| Primera División | Slavia Praga | Checoslovaquia | 1934 |
| Primera División | Slavia Praga | Checoslovaquia | 1935 |
| Primera División | Slavia Praga | Checoslovaquia | 1937 |